# 瑜珈熊 (2010年電影)
《瑜珈熊》是一部於2010上映的美國3D計算機動畫喜劇片，由Eric Brevig執導，華納兄弟出品。

## 演員與配音員
| 配音               | 配音     | 角色                         |
| 演員與配音員       | 台灣配音 | 角色                         |
| ------------------ | -------- | ---------------------------- |
| 湯姆·卡瓦納夫      | 陳進益   | 史密斯巡警（Ranger Smith）   |
| 安娜·法瑞絲        | 薛晴     | 瑞秋·强森（Rachel Johnson）  |
| 托德·約瑟夫·米勒   | 詹君阳   | 瓊斯巡警（Ranger Jones）     |
| 安迪·達利          | 符爽     | 布朗市長（Mayor R. Brown）   |
| 內特·考德瑞        |          | 參謀長（The Chief of Staff） |
| 丹·艾克洛德        | 康殿宏   | 瑜伽熊（Yogi Bear）          |
| 賈斯汀·提姆布萊克  | 賀宇傑   | 波波（Boo-Boo Bear）         |
| 乔许·罗伯特·汤普森 | 乾德门   | 旁白（The Narrator）         |

## 發行

### 評價
爛番茄新鮮度僅13%，基於101條評論，平均分為3.6/10，而在Metacritic上得到35分，代表「普遍不佳」，IMDB上得4.6分，差評居多。

### 家庭媒體
華納家庭媒體於2011年3月22日發布四個版本的Blu-ray及DVD。
- DVD（單碟）
- Blu-ray （單碟）
- Blu-ray / DVD/數位拷貝
- Blu-ray 3D/Blu-ray / DVD/數位拷貝

### 獎項與提名
2011 青少年選擇獎
- 選擇電影：動畫聲音 - 賈斯汀·提姆布萊克（提名）

## 視頻遊戲
《瑜珈熊》視頻遊戲於2010年發布，包含Wii和任天堂DS版本，並由丹·艾克羅伊德，湯姆·美德，湯姆·卡瓦納，T·J·米勒和伊麗莎·簡·施奈德配音。

## 續集
華納兄弟宣布，《瑜珈熊》電影的續集將由傑伊·錢德拉薩卡執導，並已經在籌畫中。

## 外部連結
- 官方网站
- TCM电影资料库上《Yogi Bear》的资料（英文）
- 互联网电影数据库（IMDb）上《Yogi Bear》的资料（英文）
- 爛番茄上《Yogi Bear》的資料（英文）
- Metacritic上《Yogi Bear》的資料（英文）
- National Wildlife Federation: Activity Guide for Educators and Parents[]